# PDS株式会社
PDS株式会社（ピーディーエスかぶしきがいしゃ、1993年7月27日 - ）は、日本のYouTuber。UUUM所属。元ジャニーズJr.。本名はペイン ダンテ将之介（ペイン ダンテしょうのすけ）。千葉県流山市出身。身長174cm。

## 来歴
イギリス人の父と日本人の母の間に生まれたハーフ。兄弟にはYouTuberで長兄のPDRさん（本名:ペイン ダンカン龍之介〈ペイン ダンカンりゅうのすけ〉）、吉本興業所属の芸人で次兄のペイン ミカイル森之介〈ペイン ミカイルしんのすけ〉がいるが、関係は良くない。ミカイルとは復縁したと語っていたが、いまだにダンカンとは絶縁状態。
PDRとPDSは元々仲が良かったが、PDSのDV疑惑が浮上した際にその事をPDRが動画内で笑った。それをきっかけに2人の関係は拗れていく。後にPDSはその疑惑についての裁判で勝訴する。PDSはその後PDRの家に突撃し訪れるが、通報する事態にまで発展する。その後PDRはPDSの事を彼は兄弟でも何でも無いし、共演も一度もしていない全くの赤の他人と、発言することもあったがその後に別の動画で、PDSとの共演について楽しかったが、彼は頭が悪すぎる。と触れる事もあった。直近の動画では、PDRとPDSの二人が映ったかつての動画をその動画内に出していたり、PDSの出演したHIKAKINの動画を半分程度視聴していたりと、とても赤の他人とは思えない行動や発言をする事もある。この事から、ピーク時よりは仲が少しは修復されているのかもしれない。因みにPDS側はPDRとの復縁を望んでいると、公式に発言している。
両親が離婚したことで来日し、2006年にジャニーズ事務所に入所し翌年からはジャニーズJr.として活動するも短期間で退所し、PDS株式会社としてYouTuberの活動を開始。

### YouTuberとして
2010年に旧チャンネル「paindante」を、2011年にメインチャンネル「PDSKabushikiGaisha」を、2013年には「PDS English」を、2014年には「PDSGames」を、2017年には「PDS神」をそれぞれ開設。
2015年には自身が作詞・作曲・歌唱した作品がカラオケで配信される。
2016年にはPDSKabushikiGaishaのチャンネル登録者数が100万人を突破している。
2020年8月にオリジナル楽曲「お尻ペインペイン」を配信リリース。

### 活動休止宣言
2022年10月14日、2週間ほどYouTubeの活動休止を発表した。「PDS株式会社」で『動画お休みします』と題した動画を公開。ダンテの楽曲、グッズの制作をするための準備として、活動を始めてからは初となる休止期間を設けた。

## 動画配信の代表的な企画
PDS株式会社
- 「茶番劇場」動画。
- 「ドッキリ」動画。
- 「筋トレ」動画。
- 「1000円ガチャ」動画。
- 「別荘&ガーデニング」動画。
- 「世界料理ダーツ飯」動画。

PDSGames
- 「Minecraft」実況。
- 「モンスターハンターライズ」実況。
- 「バイオハザードシリーズ」実況。
- 「マリオメーカー2」実況。
- 「フォートナイト」実況。
- 「大乱闘スマッシュブラザーズ」実況。
- 「しょぼんのアクション」実況。
- 「スプラトゥーン」実況。
- 「グランドセフトオート」実況。

## ディスコグラフィ
デジタルシングル
|     | 配信日 | 配信日  | タイトル         | 最高位 | 最高位 | 最高位 | 収録アルバム |
| 年  | 月日   | JPN Hot | タイトル         | DL     | ST     |        | 収録アルバム |
| --- | ------ | ------- | ---------------- | ------ | ------ | ------ | ------------ |
| 1st | 2020年 | 8月7日  | お尻ペインペイン |        |        |        | 未定         |

ミュージックビデオ
| 公開日         | 公開日         | タイトル               | 制作・監督           |
| -------------- | -------------- | ---------------------- | -------------------- |
| 2011年11月23日 | 2011年11月23日 | 赤点だYO!              | ペインダンカン龍之介 |
| 2012年         | 1月24日        | 鼻くそほじ男！         | ペインダンカン龍之介 |
| 2012年         | 5月21日        | パンツ大好き少年       | ペインダンテ将之介   |
| 2012年         | 11月24日       | 夢見る豆腐             | Match                |
| 2013年         | 8月17日        | トイレ･ZA･ワールド     | Match                |
| 2014年         | 12月24日       | 今生きてることが全てさ | mika.                |
| 2015年         | 3月28日        | パン工場               | 野本健太郎           |
| 2017年         | 4月7日         | 桜SEE YOU              | しょりえモン         |
| 2018年         | 11月26日       | 道程                   | ペインダンテ将之介   |
| 2020年         | 8月7日         | お尻ペインペイン       | 成瀬裕介、照和ポテト |
| 2023年         | 8月13日        | 英語HANASENAIです      | yossy                |